# 静江之战
静江之战，1276年（宋恭帝德祐二年、宋端宗景炎元年、元世祖至元十三年），宋元战争中，南宋将领马塈守静江府（今广西桂林市）抗击元朝的作战。
1275年春，忽必烈命荆湖行省左丞相伯颜率主力军自鄂州（今湖北省武汉市武昌区）顺江东下，直取临安府（今浙江省杭州市），命右丞阿里海牙率军四万留守鄂州，进取两湖。1276年二月，伯颜攻下临安，宋廷降元。阿里海牙攻取两湖。五月，南宋文天祥、张世杰、陆秀夫等在福州拥益王赵昰为宋端宗。忽必烈于鄂州、临安建行尚书省，派将领入福建追击宋端宗，命阿里海牙增兵三万，进军广西，并诏谕广西静江府等大小官员归降。
静江守将马塈，原知邕州，因抚边有功，以左武卫将征入朝。宋室降元时，马塈滞留静江，总领屯驻各军，管理广右经略司。阿里海牙定湖南，派总管俞全至静江招降，被他所杀。元朝派湘山僧宋勉持太皇太后谢道清手诏劝降，又被他所杀。九月，平章政事阿里海牙率军南进，前锋至严关（今广西兴安县西南）。马塈知严关是湖南咽喉，严关失守，静江不保。于是派军及各峒少数民族兵丁据守静江，自率三千兵守严关，凿开马坑，阻元军南下。阿里海牙见严关两山壁立，于是以偏师迂回至平乐县，溯漓江而上，过临桂县北进，与主力前后夹击严关，马塈兵败，退保静江。
元军入关后，又于小溶江（严关西南）击都统马应麒。阿里海牙率军围攻静江，派人以忽必烈所赐诏书抄本给马塈看，以天命、地利、人心劝降，马塈再次斩使焚书，以示拒降，阿里海牙怒攻静江。马塈守静江城三月衣不解甲，前后百余战，力挫元军。十一月，元军久攻不克，筑大堰，断大阳、小溶二江上流，引渠决其东坝。元军主力佯攻西门，率领精兵攻东门，部将史格用战车攻城，因炮石蔽地无法靠近，于是率众攀城而上，攻破外城。安抚李梦龙降元，马塈率兵退守内城。元军以优势兵力破内城。百姓纵火焚居室，多投水而死。马塈率死士巷战，后因手臂为刀所伤，被俘。总制黄文政（一作贺文振）、总管张虎想要率残兵突围，兵败被俘，邕州守将马成旺、其子马应麟降。马塈部将娄钤辖率领二百五十人坚守月城继续抵抗。阿里海牙派兵围攻十余日，娄钤辖佯称饥饿不能出降，如送食物，即可听命。元军信以为真，送牛、米入内，月城将士饱食之后，聚围火炮引燃，与月城同归于尽。静江破后，马塈、黄文政、张虎被杀，阿里海牙下令屠城。不久派将招降广南西路十五州。